# Ябда
Ябда або Яуда (д/н — після 548) — цар Авресу.

## Життєпис
Син і спадкоємець Мастія, володаря Авресу (південна Бізацена). Був одружений з донькою Мефаніата, володаря Мавро-римського царства. Проте воював з останнім, вбивши в битві Мефаніата. Також був запеклим ворогом Ортаї, володаря держави Ходна.
У 535 році підтримав повстання берберів Нумідії на чолі із Куциною, Есділасом, Медісінісою, Юрфуртою. Невдовзі Ябда фактично очолив загальний виступ проти візантійців. Вдалося створити 30 тис. війське, яку захопило значні області Нумідії та Бізацени. Згідно Прокопія Кесарійського неподалік колодязя біля Тігріс Ябда в герці зазнав поразки від візантійського військовика Алфія, проте вижив і відступив. Проти Ябди виступили Масуна, син Мефаніата, і Ортая. Зрештою навесні 535 року біля гори Бургаон Ябда зазнав важкої поразки від преторіанського префекта Соломона, відступивши до своїх володінь. візантійці переслідували того до гір Авресу, але повстання частини візантійського війська 536 року змусило Соломона повернутися до Карфагену.
Цим скористався Ябда задля відновлення своїх сил. Він замирився з давнім ворогом Ортаєю. Також надав підтримку заколотникові Стотзі. Але у 537 році за обіцянки визнання влади або за значні гроші Ябда перейшов на бік магістра Германа, внаслідок чого Стотза зазнав поразки у битві біля Целлас Ватарі. В подальшому разом з іншими берберами переслідував Стотзу до Мавро-римського царства.
У 539 році після повернення Соломона до Африки знову вступає з ним у конфлікт. Але у битві при Бабосі зазнає поразки, відступивши до фортеці Зербула. Але протримався недовго, втікши до фортеці Тумар. Тут отримав поранення у стегно, тому не наважився чинити подальшій спротив візантійцям. Внаслідок останні захопили усі землі Ябди, зокрема його родину і величезні скарби. На них Соломон зміг збудувати низку фортець в Нумідії і Мавританії Цезарійській. Ябда знайшов прихисток в Мавро-римському царстві, спонукавши його правителя Масуну почати війну проти візантійців, яка завершилася поразкою берберів 541 року.
У 544 році, скориставшись повстанням берберів Триполітанії та подальшою поразкою і загибеллю Соломона, Ябда повернувся і відновив владу в своїй державі Аврес. 545 році спільно з Анталом, царем Хафси, і Куциною виступив проти візантійців, проте магістр Артабан перетягнув на свій бік куцину, а 546 року завдав поразки Анталу. Втім того ж року підтримав заколот вандала Гонтаріка, який спробував захопити Карфаген й передати його Ябді. Проте виступ було придушено. У 546 році Ябда зазнав поразки від магістра Іоанна Трогліти, після чого вимушений був визнати зверхність імперії, отримавши статус федерата. У 547—548 роках брав участь у військових походах Трогліти проти військ Антала і Каркасана, відзначившись у битві на Катонових полях 548 року. Подальша доля Ябди невідома.